# خیرخانه (بادغیس)
خیرخانه (به لاتین: Kheyr Khaneh) یک منطقهٔ مسکونی در افغانستان است که در ولایت بادغیس واقع شده‌است.